# Gesche Ketels
Gesche Ketels (* 1. Juni 1957) ist eine deutsche Physiotherapeutin und ehemalige Leiterin der Abteilung Physiotherapie des Universitätsklinikums Hamburg-Eppendorf (UKE).

## Leben
Ihre Ausbildung zur Krankengymnastin machte Gesche Ketels von 1977 bis 1979 an der Orthopädischen Universitätsklinik Heidelberg. Es folgte ihr Anerkennungsjahr ebenfalls in Heidelberg, bevor sie 1980 eine Stelle als Krankengymnastin am Berufsgenossenschaftliche Klinikum Hamburg antrat.
Im Dezember 1983 fing Gesche Ketels als Krankengymnastin am damaligen Universitäts-Krankenhaus Eppendorf (heute UKE) in der neurologischen Abteilung an. Seit 2004 hatte sie zunächst mit zwei weiteren Kolleginnen, später mit einer Kollegin die Abteilung für Physiotherapie am UKE geleitet, bevor sie im April 2023 in den Ruhestand ging.
Von 2008 bis 2013 absolvierte Gesche Ketels den Studiengang Gesundheitsökonomie an der Apollon Hochschule der Gesundheitswirtschaft, den sie mit einem Bachelor of Arts erfolgreich abschloss. Für ihre Abschlussarbeit hat sie eine deutschlandweite Befragung von Physio- und Ergotherapeuten über deren Sicht auf die Zukunft der beiden Professionen durchgeführt.
Gesche Ketels hat zwei erwachsene Kinder und lebt mit ihrem Ehemann in Hamburg.

## Werk
Gesche Ketels hat sich auf vielfältige Weise für die werdende Profession Physiotherapie verdient gemacht. Neben ihrer Tätigkeit in der Patientenversorgung hat sie die physiotherapeutische Forschung in Deutschland vorangetrieben, wie ihre Beteiligung an zahlreichen Publikationen in den unterschiedlichen Fachgebieten darlegt. Sie ist Mitautorin von 24 in Medline gelisteten Publikationen.
Als Teil der Arbeitsgruppe um die Physiotherapeutin und Allgemeinmedizinerin Anne Barzel konnte sie das evidenzbasierte Therapiekonzept homeCIMT für Menschen nach Schlaganfall entwickeln.
Gemeinsam mit anderen Therapeuten hat sie das physiotherapeutische Konzept Reflektorische Atemtherapie zur Zentralen Atemregulation weiterentwickelt. Auch der Stellenwert der Physiotherapie im Bereich der Intensivmedizin war ihr ein wichtiges Anliegen.
Zusammen mit Evaldas Girdauskas hat sie ein Drittmittelprojekt beim Innovationsfonds des Gemeinsamen Bundesausschusses mit einem Volumen von 5,2 Millionen Euro eingeworben und bis zu ihrem Ruhestand geleitet.

## Auszeichnungen
- 2016 David-Sackett-Preis gemeinsam mit Anne Barzel, Anne Stark und Britta Tetzlaff[13]

- 2016 Dr. Lothar Beyer-Preis gemeinsam mit Anne Barzel, Anne Stark und Britta Tetzlaff[14]

## Ämter
- Vorstandsmitglied im Förderverein der Palliativversorgung am UKE e.V.[15]

- Zukunftsrätin der Zukunftsinitiative interprofessionelle Therapie (ZipT)[16]

## Mitgliedschaften
- Deutscher Verband für Physiotherapie e. V.
- Deutsche Interdisziplinäre Vereinigung für Intensiv- und Notfallmedizin e. V.
- Deutsche Gesellschaft für Pneumologie und Beatmungsmedizin e. V.

## Veröffentlichungen (Auswahl)
- Barzel, Anne; Ketels, Gesche; Stark, Anne; Tetzlaff, Britta; Daubmann, Anne; Wegscheider, Karl et al. (2015): Home-based constraint-induced movement therapy for patients with upper limb dysfunction after stroke (HOMECIMT): a cluster-randomised, controlled trial. In: The Lancet. Neurology 14 (9), S. 893–902. DOI:10.1016/S1474-4422(15)00147-7.
- Barzel, Anne; Liepert, Joachim; Haevernick, Kerstin; Eisele, Marion; Ketels, Gesche; Rijntjes, Michel; van den Bussche, Hendrik (2009): Comparison of two types of Constraint-Induced Movement Therapy in chronic stroke patients: A pilot study. In: Restorative neurology and neuroscience 27 (6), S. 673–680. DOI:10.3233/RNN-2009-0524.
- Blum, David; Schuetz, Christian; Jensen, Wiebke; Wannke, Laurien; Ketels, Gesche; Bokemeyer, Carsten; Oechsle, Karin (2020): Individual specialist physical activity assessment and intervention in advanced cancer patients on a palliative care ward; the 3STEPS-study. In: Annals of palliative medicine 9 (6), S. 4315–4322. DOI:10.21037/apm-19-472.
- Briken, S.; Gold, S. M.; Patra, S.; Vettorazzi, E.; Harbs, D.; Tallner, A. et al. (2014): Effects of exercise on fitness and cognition in progressive MS: a randomized, controlled pilot trial. In: Multiple sclerosis (Houndmills, Basingstoke, England) 20 (3), S. 382–390. DOI:10.1177/1352458513507358.
- Brünahl, Christian A.; Klotz, Susanne G. R.; Dybowski, Christoph; Albrecht, Rebecca; Höink, Johanna; Fisch, Margit et al. (2021): Physiotherapy and combined cognitive-behavioural therapy for patients with chronic pelvic pain syndrome: results of a non-randomised controlled feasibility trial. In: BMJ open 11 (12), e053421.     DOI:10.1136/bmjopen-2021-053421.
- Jensen, Wiebke; Bialy, Laura; Ketels, Gesche; Baumann, Freerk T.; Bokemeyer, Carsten; Oechsle, Karin (2014): Physical exercise and therapy in terminally ill cancer patients: a retrospective feasibility analysis. In: Supportive care in cancer : official journal of the Multinational Association of Supportive Care in Cancer 22 (5), S. 1261–1268. DOI:10.1007/s00520-013-2080-4.
- Ketels G, Freiwald E (2015). Scoringsystem zur Ermittlung der physiotherapeutischen Behandlungspriorität. DIVI 2015;6:116–122 doi:10.3238/DIVI.2015.0116-0122

- Ketels, G.; Schön, G.; van den Bussche, H.;  Barzel, A. (2015): Quo vadis Therapeutic Health Care Professionals--What do Occupational and Physical Therapists Think about their Future? Results of a Survey throughout  Germany. In: Gesundheitswesen (Bundesverband der Arzte des Offentlichen  Gesundheitsdienstes (Germany)) 77 (11), e172-8. DOI:10.1055/s-0034-1387711.
- Klotz, Susanne G. R.; Ketels,     Gesche; Behrendt, Christian A.; König, Hans-Helmut; Kohlmann, Sebastian; Löwe, Bernd et al. (2022): Interdisciplinary and cross-sectoral perioperative care model in cardiac surgery: implementation in the setting of minimally invasive heart valve surgery (INCREASE)-study protocol for a randomized controlled trial. In: Trials 23 (1), S. 528. DOI:10.1186/s13063-022-06455-x.
- Klotz, Susanne G. R.; Ketels, Gesche; Löwe, Bernd; Brünahl, Christian A. (2020): Myofascial Findings and Psychopathological Factors in Patients with Chronic Pelvic Pain Syndrome. In: Pain medicine (Malden, Mass.) 21 (2), e34-e44. DOI:10.1093/pm/pny097.
- Klotz, Susanne G. R.; Petersen-Ewert, Corinna; Ketels, Gesche; Scherer, Martin; Barzel, Anne (2019): The German version of the Functional Walking Categories (FWC): translation and initial validation. In: Topics in stroke rehabilitation 26 (1), S. 49–57. DOI:10.1080/10749357.2018.1536022.
- Klotz, Susanne G R; Schön, Mila; Ketels, Gesche; Löwe, Bernd; Brünahl, Christian A. (2019): Physiotherapy management of patients with chronic pelvic pain     (CPP): A systematic review. In: Physiotherapy theory and practice 35 (6), S. 516–532. DOI:10.1080/09593985.2018.1455251.
- Petersen, Johannes; Kloth, Benjamin; Konertz, Johanna; Kubitz, Jens; Schulte-Uentrop, Leonie; Ketels, Gesche et al. (2021): Economic impact of enhanced     recovery after surgery protocol in minimally invasive cardiac surgery. In: BMC health services research 21 (1), S. 254. DOI:10.1186/s12913-021-06218-5.
- Piontek, Katharina; Ketels, Gesche; Klotz, Susanne G. R.; Dybowski, Christoph; Brünahl, Christian; Löwe, Bernd (2022): The longitudinal association of symptom-related and psychological factors with health-related quality of life in patients with chronic pelvic pain syndrome. In: Journal of psychosomatic research 153, S. 110707. DOI:10.1016/j.jpsychores.2021.110707.
- Rijntjes, Michel; Hobbeling, Verena; Hamzei, Farsin; Dohse, Stefanie; Ketels, Gesche; Liepert, Joachim; Weiller, Cornelius (2005): Individual factors in constraint-induced movement therapy after stroke. In: Neurorehabilitation and neural repair 19 (3), S. 238–249. DOI:10.1177/1545968305279205.
- Stellmann, Jan-Patrick; Maarouf, Adil; Schulz, Karl-Heinz; Baquet, Lisa; Pöttgen, Jana; Patra, Stefan et al. (2020): Aerobic Exercise Induces Functional     and Structural Reorganization of CNS Networks in Multiple Sclerosis: A Randomized Controlled Trial. In: Frontiers in human neuroscience 14, S. 255.     DOI:10.3389/fnhum.2020.00255.
- Tetzlaff, Britta; Barzel, Anne; Stark, Anne; Ketels, Gesche; Scherer, Martin (2020): To what extent does therapy of chronic stroke patients address participation? A content analysis of ambulatory physical and occupational therapy based on the International Classification of Functioning, Disability, and Health framework. In: Disability and rehabilitation 42 (4), S. 545–551. DOI:10.1080/09638288.2018.1503732.